# Anja Dittmer
Anja Dittmer (Neubrandenburg, 22 de setembre de 1975) és una esportista alemanya que va competir en triatló, guanyadora de dues medalles en el Campionat Europeu de Triatló, or en 1999 i plata en 2006.

## Palmarès internacional
| Campionat Europeu | Campionat Europeu | Campionat Europeu | Campionat Europeu |
| Any               | Lloc              | Medalla           | Prova             |
| ----------------- | ----------------- | ----------------- | ----------------- |
| 1999              | Funchal ( Perú)   | 1                 | Individual        |
| 2006              | Autun ( França)   | 2                 | Individual        |